# Яблонка-Стара
Яблонка-Стара (пол. Jabłonka Stara) — село в Польщі, у гміні Медзіхово Новотомиського повіту Великопольського воєводства.
Населення — 144 особи (2011).
У 1975-1998 роках село належало до Гожовського воєводства.

## Демографія
Демографічна структура станом на 31 березня 2011 року:
|          | Загалом | Допрацездатний вік | Працездатний вік | Постпрацездатний вік |
| -------- | ------- | ------------------ | ---------------- | -------------------- |
| Чоловіки | 71      | 20                 | 41               | 10                   |
| Жінки    | 73      | 10                 | 45               | 18                   |
| Разом    | 144     | 30                 | 86               | 28                   |